# Konferenz von Glassboro

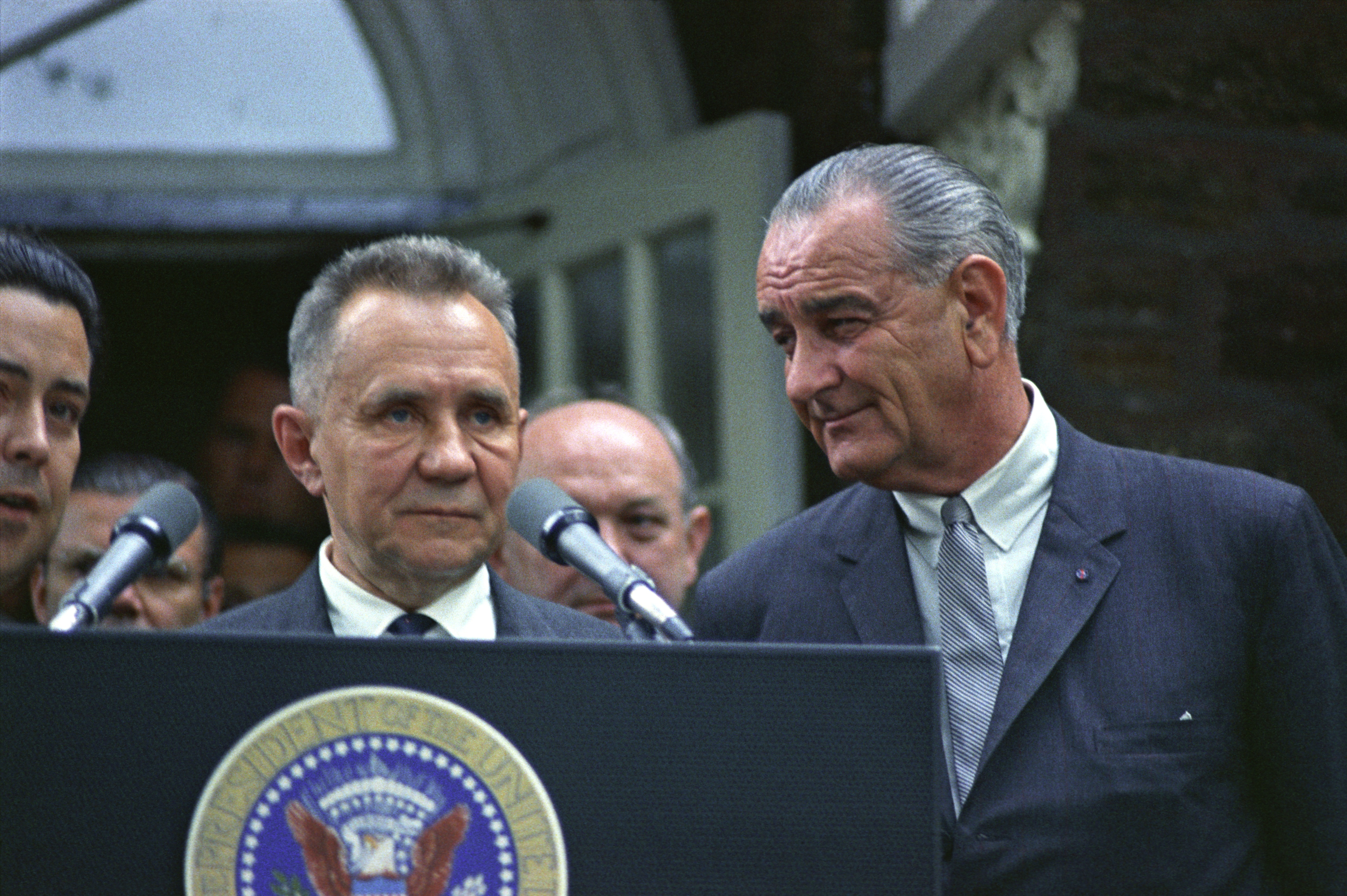
Premierminister Kossygin (links) und US-Präsident Johnson während der Konferenz am Rednerpult vor Reportern

Die Konferenz von Glassboro (englisch Glassboro Summit Conference) war ein Spitzentreffen zwischen dem sowjetischen Premierminister Alexei Kossygin und US-Präsident Lyndon B. Johnson, das zwischen dem 23. und 25. Juni 1967 in der Gemeinde Glassboro im US-Bundesstaat New Jersey stattfand. Die Konferenz erregte in der weltweiten Öffentlichkeit großes Interesse.

## Vorgeschichte und Vorbereitungen

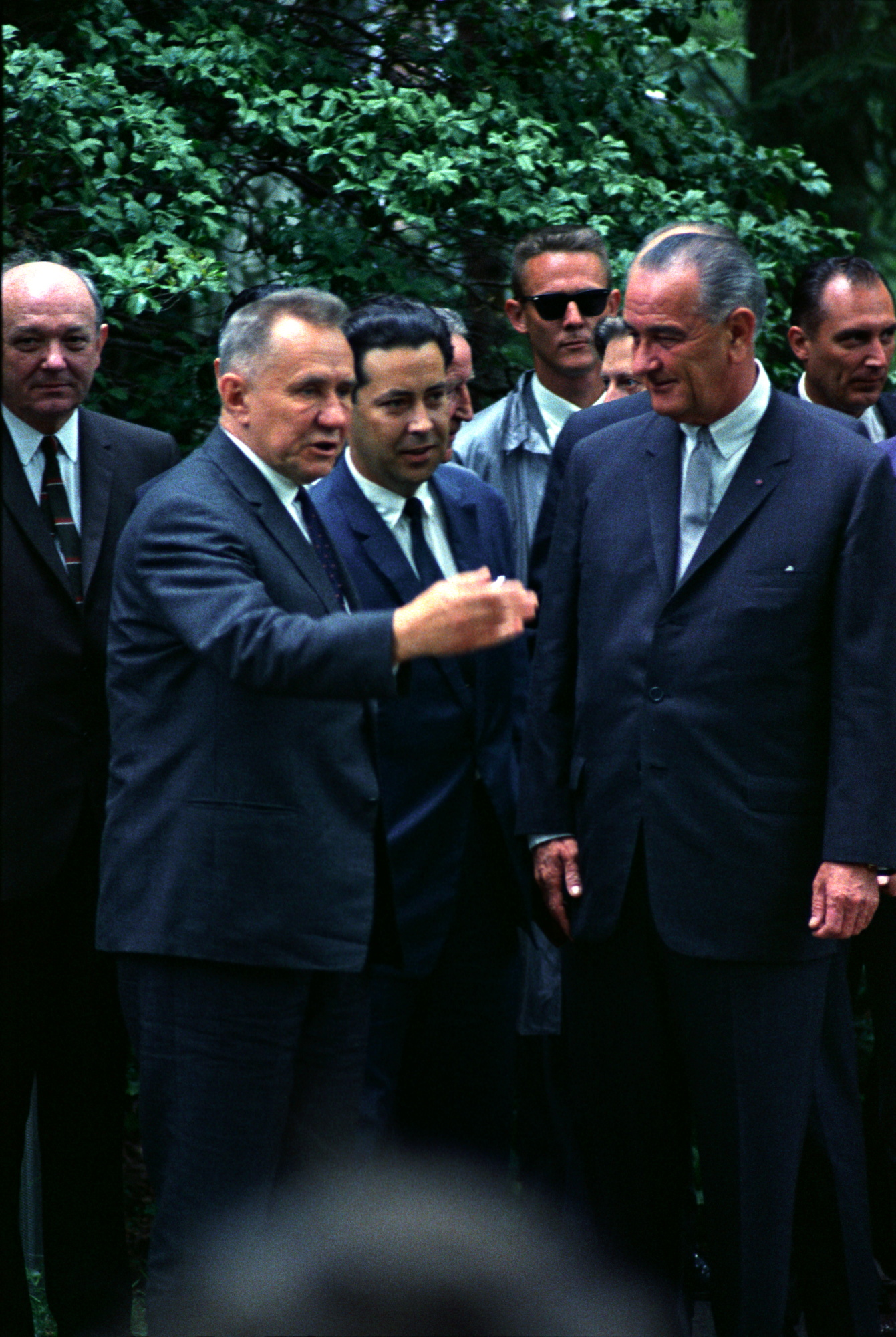
Lyndon B. Johnson (rechts) und Alexei Kossygin bei der Ankunft in Glassboro

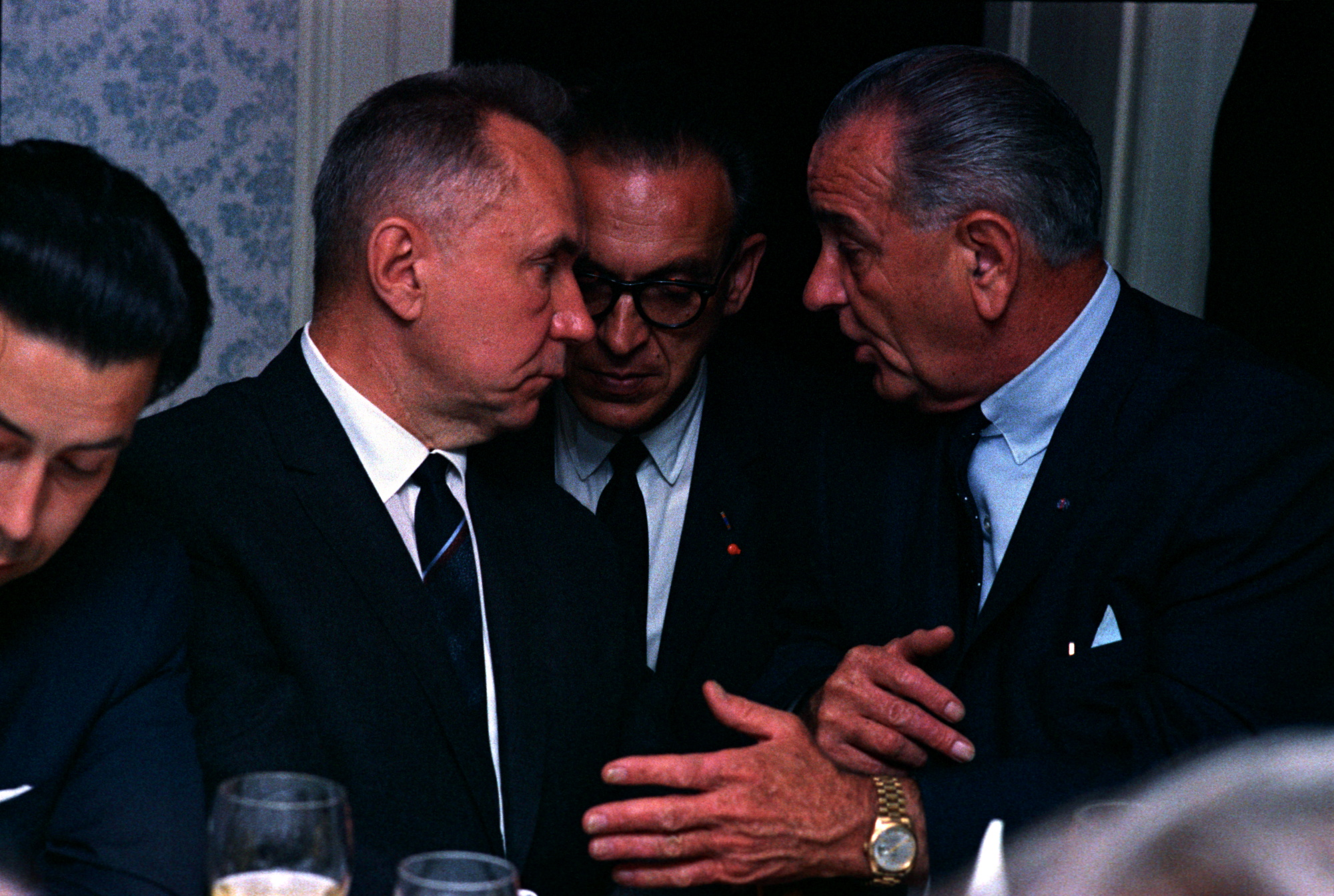
Präsident Johnson (rechts) und Premier Kossygin im direkten Gespräch bei Tisch

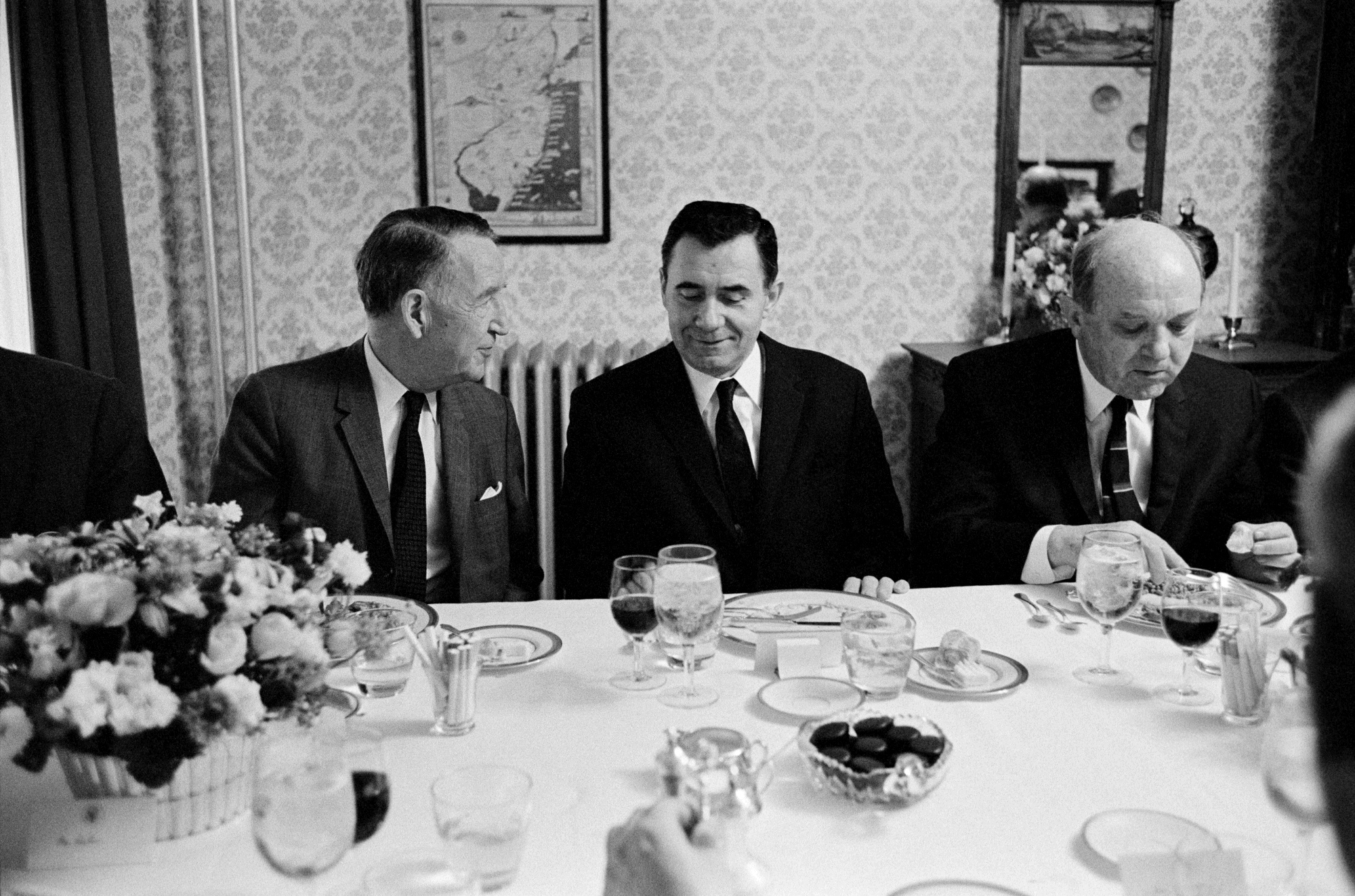
Gespräch zwischen den Außenministern Rusk (rechts) und Gromyko (Mitte)

Infolge des Sechstagekrieges war der sowjetische Premierminister Alexei Kossygin im Juni 1967 nach New York City zu den Vereinten Nationen gereist. Der damalige amerikanische Präsident Lyndon B. Johnson wollte diese Möglichkeit nutzen, um mit dem sowjetischen Regierungschef über die aktuelle weltpolitische Lage zu sprechen. Das Treffen sollte dazu beitragen, den sich im ideologischen Konflikt des Kalten Krieges gegenüberstehenden Supermächten ein besseres und klareres Verständnis zu schaffen. Vor allem ging es um die Bereinigung von Unstimmigkeiten beider Länder in Bezug auf verschiedene Stellvertreterkriege, die im Gange waren, und damit auch um die Vermeidung einer direkten militärischen Auseinandersetzung zwischen der UdSSR und den USA, die mit einer gewissen Wahrscheinlichkeit einen Atomkrieg hätte bedeuten können.
Von Seiten Präsident Johnsons sollte das Treffen anfangs in Washington, D.C. stattfinden. Das amerikanische Staatsoberhaupt wollte Kossygin zunächst zu einem offiziellen Besuch in das Weiße Haus einladen. Dieser sah jedoch zu hohe Schwierigkeiten, auch in Bezug auf seine Sicherheit. Daraufhin schlug Johnson ein Treffen in Camp David, dem Landsitz des US-Präsidenten, unweit Washingtons vor. Kossygin gab bekannt, er wolle das Gipfeltreffen lieber in New York stattfinden lassen, da er auch in Bezug auf die längere Anfahrt mit dem Auto Sicherheitsrisiken sah. Johnson sah allerdings Kossygins Vorschlag als zu problematisch in Bezug auf die Sicherheit an. Da jedoch beide Männer an einer Konferenz interessiert waren, konnte man sich schließlich auf die eher ländliche Ortschaft Glassboro im Bundesstaat New Jersey einigen, die grob zwischen New York und Washington liegt.

## Inhalt der Konferenz
Am 23. Juni 1967 begann das Treffen mit der Anreise der beiden Staatsmänner in einem Landhaus namens Hollybush. Die Vorbereitungen in Glassboro selbst wurden durch das kurzfristige Zustandekommen des Treffens in kürzester Zeit getroffen. Angerückt waren neben etlichen Sicherheitskräften auch zahlreiche Reporter und Medienvertreter. Auch das Interesse der Bevölkerung war äußerst groß. Neben Johnson und Kossygin selbst waren auch weitere hochrangige Politiker beider Staaten anwesend, so US-Außenminister Dean Rusk, US-Verteidigungsminister Robert McNamara sowie der sowjetische Außenminister Andrei Gromyko. Auch die Ehefrauen und Töchter beider Staatenführer waren anwesend. Johnson und Kossygin redeten vor allem über den im selben Monat stattgefundenen Sechstagekrieg und die allgemeine Sicherheitslage im Nahen Osten. Der Präsident sicherte den Sowjets zu, dass die Vereinigten Staaten sich jeglicher Gewaltanwendung im Nahen Osten enthalten würden, jedoch die Sicherheit Israels von großem US-amerikanischen Interesse sei. Kossygin erwiderte, die Sowjetunion würde zwar keinen Krieg wünschen, werde jedoch die Verpflichtungen gegenüber ihren Verbündeten (wie Syrien) einhalten. Beide erklärten sich jedoch bereit, auf eine friedliche Atmosphäre im Orient hinarbeiten zu wollen. Konkrete Maßnahmen und Resolutionen wurden jedoch nicht beschlossen. Ein weiteres wichtiges Gesprächsthema war der seit mehreren Jahren andauernde Vietnamkrieg; die USA leisteten direkte militärische Hilfe für den Verbündeten Südvietnam, das gegen den mit Moskau verbündeten kommunistischen Norden kämpfte, der vor allem Kriegsmaterial und Militärberater aus der UdSSR erhielt. Zwar stellten beide Regierungschefs ihre Positionen klar, jedoch bat Johnson Kossygin darum, zwischen den USA und dem sowjetischen Verbündeten Nordvietnam zu vermitteln, was der Premierminister akzeptierte. Er sicherte Johnson in dieser Hinsicht seine Hilfe zu, stellte jedoch klar, dass er Hanoi nicht zum Handeln zwingen könne. Er empfahl dem US-Staatsoberhaupt die massiven Luftangriffe zumindest zeitweise einzustellen, um sein wirkliches Interesse an Friedensverhandlungen zu dokumentieren. Johnson entgegnete, dass es derartige Versuche bereits mehrfach gegeben hatte und der Bombardierungsstopp vom Gegner militärisch ausgenutzt wurde. Trotzdem erklärte sich der Präsident bereit auf Kossygins Forderung einzugehen, woraufhin dieser seine Unterstützung zu Verhandlungen deutlich klarstellte.
Besonders wichtig bei der Konferenz war auch das Thema Abrüstung. Gerade Johnson drängte darauf, den Atomwaffensperrvertrag zu ratifizieren, um die Gefahr einer nuklearen Konfrontation zu senken; besonders im Hinblick auf Staaten, die noch keine Atomwaffen besaßen. Kossygin stimmte dem zu und sagte auch weitreichende Beziehungen mit Washington zu, jedoch war er von Seiten der sowjetischen Staatsführung nicht alleine autorisiert dies zu beschließen. Der Atomwaffensperrvertrag konnte tatsächlich etwas mehr als ein Jahr später im Juli 1968 unterzeichnet werden. Im Bereich der Raketenabwehrsysteme, in dem beide Supermächte ein starkes Rennen um das beste Atomraketenabwehrsystem lieferten, konnte jedoch keine finale Lösung gefunden werden. Präsident Johnson forderte anfangs eine Einstellung dieses kostspieligen Konkurrenzkampfes, lehnte aber später – als auch die Sowjets das Programm fortsetzten – eine Einstellung ab.

## Reaktionen
In den Medien und der Öffentlichkeit wurde die Konferenz von Glassboro, die am 25. Juni endete, als erfolgreich bezeichnet. Präsident Johnsons Umfragewerte in Amerika stiegen nach dem Treffen deutlich an. Kossygin zeigte sich überrascht über die vielen US-Bürger, die sich um das Hollybush-Haus versammelten hatten und ihn mit großer Freude und Anteilnahme begrüßt hatten. Auch Johnson war überrascht, in seinen Memoiren schrieb er später, er habe mit Sicherheitsrisiken und antisowjetischen Demonstrationen gerechnet.